# ズーエフ労働者クラブ
ズーエフ労働者クラブ（ズーエフ・クラブ、Дом культуры имени С.М.Зуева、Zuev Workers' Club）は、ロシアの首都モスクワにある労働者クラブ。1926年イリヤ・ゴーロソフによって設計され、1928年完成した。
「労働者クラブ」とは、ソ連における文化施設の一般的な名称である。ロシア革命後のプロレタリアートのための教育文化機関であり、集団主義的な新生活様式を普及促進するための施設でもあった。1926年にソ連政府は労働者クラブの建設に関する政令を公布し、1927年から1928年にかけて労働者クラブの建設ラッシュが出現した。建築ラッシュのため、コンペや当局による検閲を免れたため、ユニークな建築が誕生したが、ズーエフ労働者クラブやルサコフ労働者クラブ（ルサコーフ・クラブ）などの傑作が生まれた。
ズーエフ労働者クラブは、モスクワのプロレタリアートのために劇場などのさまざまな施設を包含するように設計された。特にこの時代は、丸みを持った角が流行したが、クラブの建物もガラスによる円柱（シリンダー）が特徴である。
一方でゴーロソフは、構造主義の理論よりも表現力豊かな、ダイナミックな形の表現に重きを置いていた。彼は建築の冠する研究と実験を繰り返す中で、シリンダーをこよなく愛したが、単に建物の角にシリンダーを配して丸みを持たせるだけでは満足しなかった。そこでゴーロソフは、シリンダーを角に据えるとともに、劇的な構成を与えるため、コンクリートの直方体を据えて二つの形状で作品に躍動感を持たせた。シリンダー内は2階ホールへの螺旋階段が設置され、2階ホールのガラス張りの850席を有する大ホールに誘う。
現在では、元来あった直方体の空間部分や窓の部分が煉瓦で覆われているが、決してオリジナルを損なうものではなく、力強さは健在である。